# Алдабергенов, Тулеу

1960-е, выступает Тулеу Алдабергенов.jpg

Тулеу (Толеу) Алдабергенов — советский политический деятель, депутат Верховного Совета СССР 1-го созыва (1938—1946).

## Биография
Работал на конезаводе № 52 Актюбинской области Казахской ССР.
В 1936 году — смотритель табуна, награждён орденом Ленина в числе передовиков животноводства, «давших свыше 98 жеребят в среднем на 100 маток за 1935 г. и обеспечивших отличный уход за конём» .
Был избран депутатом Верховного Совета СССР 1-го созыва от Казахской ССР в Совет Национальностей в результате выборов 12 декабря 1937 года.
17 августа 1938 года постановлением Верховного Совета СССР назначен народным заседателем Верховного Суда СССР.
6 июня 1941 года на заседании бюро Актюбинского обкома ВКП(б) принято решение рекомендовать Тулеу Алдабергенова на должность секретаря партбюро конезавода №52.
Сотни быстрых и выносливых коней вырастил для кавалерии депутат Верховного Совета СССР мастер-коневод Джурунского конезавода Т. Алдабергенов.

## Память
Имя Толеу Алдабергенова носит улица в ауле Булакты Мугалжарского района Актюбинской области Казахстана .